# 柏林舊市政廳
舊市政廳（德語：Altes Stadthaus）是位於德國首都柏林的一座建築，曾是是柏林的市政廳，現在則是柏林州議會的所在地。舊市政廳修建於1902年至1911年，以解決紅色市政廳空間不足的問題。

## 外部連結
- "Fortuna auf die Kuppel" （页面存档备份，存于）, in Berlinische Monatsschrift 5/2000, online at Luisenstädtische Bildungsverein （德文）
- Altes Stadthaus, Ministry of Internal Affairs and Sport, Senate of Berlin （德文）

1. ↑  Hoffmann 1911.
2. ↑  Fuchs 2004.
3. ↑  "Altes Stadthaus" 2008.